# Gambiaans voetbalelftal (mannen)
Het Gambiaans voetbalelftal is een team van voetballers dat Gambia vertegenwoordigt bij internationale wedstrijden en competities, zoals de kwalificatiewedstrijden voor het WK en de Afrika Cup.
De Gambia Football Association werd in 1952 opgericht en is aangesloten de CAF en de FIFA (sinds 1968). Het Gambiaans voetbalelftal behaalde in juni 2009 met de 65e plaats de hoogste positie op de FIFA-wereldranglijst, in maart 2006 werd met de 166e plaats de laagste positie bereikt.

## Deelnames aan internationale toernooien

### Wereldkampioenschap
| Wereldkampioenschap voetbal overzicht | Wereldkampioenschap voetbal overzicht | Wereldkampioenschap voetbal overzicht | Wereldkampioenschap voetbal overzicht | Wereldkampioenschap voetbal overzicht | Wereldkampioenschap voetbal overzicht | Wereldkampioenschap voetbal overzicht | Wereldkampioenschap voetbal overzicht | Wereldkampioenschap voetbal overzicht |
| Jaar                                  | Ronde                                 | Wed.                                  | W                                     | G                                     | V                                     | DV                                    | DT                                    |                                       |
| ------------------------------------- | ------------------------------------- | ------------------------------------- | ------------------------------------- | ------------------------------------- | ------------------------------------- | ------------------------------------- | ------------------------------------- | ------------------------------------- |
| 1930–1978                             | Geen deelname                         | Geen deelname                         | Geen deelname                         | Geen deelname                         | Geen deelname                         | Geen deelname                         | Geen deelname                         | Geen deelname                         |
| 1982                                  | Niet gekwalificeerd                   | Niet gekwalificeerd                   | Niet gekwalificeerd                   | Niet gekwalificeerd                   | Niet gekwalificeerd                   | Niet gekwalificeerd                   | Niet gekwalificeerd                   | Niet gekwalificeerd                   |
| 1986                                  | Niet gekwalificeerd                   | Niet gekwalificeerd                   | Niet gekwalificeerd                   | Niet gekwalificeerd                   | Niet gekwalificeerd                   | Niet gekwalificeerd                   | Niet gekwalificeerd                   | Niet gekwalificeerd                   |
| 1990                                  | Geen deelname                         | Geen deelname                         | Geen deelname                         | Geen deelname                         | Geen deelname                         | Geen deelname                         | Geen deelname                         | Geen deelname                         |
| 1994                                  | Teruggetrokken                        | Teruggetrokken                        | Teruggetrokken                        | Teruggetrokken                        | Teruggetrokken                        | Teruggetrokken                        | Teruggetrokken                        | Teruggetrokken                        |
| 1998                                  | Niet gekwalificeerd                   | Niet gekwalificeerd                   | Niet gekwalificeerd                   | Niet gekwalificeerd                   | Niet gekwalificeerd                   | Niet gekwalificeerd                   | Niet gekwalificeerd                   | Niet gekwalificeerd                   |
| 2002                                  | Niet gekwalificeerd                   | Niet gekwalificeerd                   | Niet gekwalificeerd                   | Niet gekwalificeerd                   | Niet gekwalificeerd                   | Niet gekwalificeerd                   | Niet gekwalificeerd                   | Niet gekwalificeerd                   |
| 2006                                  | Niet gekwalificeerd                   | Niet gekwalificeerd                   | Niet gekwalificeerd                   | Niet gekwalificeerd                   | Niet gekwalificeerd                   | Niet gekwalificeerd                   | Niet gekwalificeerd                   | Niet gekwalificeerd                   |
| 2010                                  | Niet gekwalificeerd                   | Niet gekwalificeerd                   | Niet gekwalificeerd                   | Niet gekwalificeerd                   | Niet gekwalificeerd                   | Niet gekwalificeerd                   | Niet gekwalificeerd                   | Niet gekwalificeerd                   |
| 2014                                  | Niet gekwalificeerd                   | Niet gekwalificeerd                   | Niet gekwalificeerd                   | Niet gekwalificeerd                   | Niet gekwalificeerd                   | Niet gekwalificeerd                   | Niet gekwalificeerd                   | Niet gekwalificeerd                   |
| 2018                                  | Niet gekwalificeerd                   | Niet gekwalificeerd                   | Niet gekwalificeerd                   | Niet gekwalificeerd                   | Niet gekwalificeerd                   | Niet gekwalificeerd                   | Niet gekwalificeerd                   | Niet gekwalificeerd                   |
| 2022                                  | Niet gekwalificeerd                   | Niet gekwalificeerd                   | Niet gekwalificeerd                   | Niet gekwalificeerd                   | Niet gekwalificeerd                   | Niet gekwalificeerd                   | Niet gekwalificeerd                   | Niet gekwalificeerd                   |
| 2026                                  | kwalificatie                          | kwalificatie                          | kwalificatie                          | kwalificatie                          | kwalificatie                          | kwalificatie                          | kwalificatie                          | kwalificatie                          |

### Afrika Cup
| Afrika Cup overzicht | Afrika Cup overzicht     | Afrika Cup overzicht     | Afrika Cup overzicht     | Afrika Cup overzicht     | Afrika Cup overzicht     | Afrika Cup overzicht     | Afrika Cup overzicht     | Afrika Cup overzicht     |
| Jaar                 | Ronde                    | Wed.                     | W                        | G                        | V                        | DV                       | DT                       | Kwal                     |
| -------------------- | ------------------------ | ------------------------ | ------------------------ | ------------------------ | ------------------------ | ------------------------ | ------------------------ | ------------------------ |
| 1957–1974            | Geen deelname            | Geen deelname            | Geen deelname            | Geen deelname            | Geen deelname            | Geen deelname            | Geen deelname            | Geen deelname            |
| 1976                 | Niet gekwalificeerd      | Niet gekwalificeerd      | Niet gekwalificeerd      | Niet gekwalificeerd      | Niet gekwalificeerd      | Niet gekwalificeerd      | Niet gekwalificeerd      | Niet gekwalificeerd      |
| 1978                 | Geen deelname            | Geen deelname            | Geen deelname            | Geen deelname            | Geen deelname            | Geen deelname            | Geen deelname            | Geen deelname            |
| 1980                 | Niet gekwalificeerd      | Niet gekwalificeerd      | Niet gekwalificeerd      | Niet gekwalificeerd      | Niet gekwalificeerd      | Niet gekwalificeerd      | Niet gekwalificeerd      | Niet gekwalificeerd      |
| 1982                 | Niet gekwalificeerd      | Niet gekwalificeerd      | Niet gekwalificeerd      | Niet gekwalificeerd      | Niet gekwalificeerd      | Niet gekwalificeerd      | Niet gekwalificeerd      | Niet gekwalificeerd      |
| 1984                 | Niet gekwalificeerd      | Niet gekwalificeerd      | Niet gekwalificeerd      | Niet gekwalificeerd      | Niet gekwalificeerd      | Niet gekwalificeerd      | Niet gekwalificeerd      | Niet gekwalificeerd      |
| 1986                 | Niet gekwalificeerd      | Niet gekwalificeerd      | Niet gekwalificeerd      | Niet gekwalificeerd      | Niet gekwalificeerd      | Niet gekwalificeerd      | Niet gekwalificeerd      | Niet gekwalificeerd      |
| 1988                 | Niet gekwalificeerd      | Niet gekwalificeerd      | Niet gekwalificeerd      | Niet gekwalificeerd      | Niet gekwalificeerd      | Niet gekwalificeerd      | Niet gekwalificeerd      | Niet gekwalificeerd      |
| 1990                 | Teruggetrokken           | Teruggetrokken           | Teruggetrokken           | Teruggetrokken           | Teruggetrokken           | Teruggetrokken           | Teruggetrokken           | Teruggetrokken           |
| 1992                 | Niet gekwalificeerd      | Niet gekwalificeerd      | Niet gekwalificeerd      | Niet gekwalificeerd      | Niet gekwalificeerd      | Niet gekwalificeerd      | Niet gekwalificeerd      | Niet gekwalificeerd      |
| 1994                 | Geen deelname            | Geen deelname            | Geen deelname            | Geen deelname            | Geen deelname            | Geen deelname            | Geen deelname            | Geen deelname            |
| 1996                 | Teruggetrokken           | Teruggetrokken           | Teruggetrokken           | Teruggetrokken           | Teruggetrokken           | Teruggetrokken           | Teruggetrokken           | Teruggetrokken           |
| 1998                 | Uitgesloten van deelname | Uitgesloten van deelname | Uitgesloten van deelname | Uitgesloten van deelname | Uitgesloten van deelname | Uitgesloten van deelname | Uitgesloten van deelname | Uitgesloten van deelname |
| 2000                 | Teruggetrokken           | Teruggetrokken           | Teruggetrokken           | Teruggetrokken           | Teruggetrokken           | Teruggetrokken           | Teruggetrokken           | Teruggetrokken           |
| 2002                 | Niet gekwalificeerd      | Niet gekwalificeerd      | Niet gekwalificeerd      | Niet gekwalificeerd      | Niet gekwalificeerd      | Niet gekwalificeerd      | Niet gekwalificeerd      | Niet gekwalificeerd      |
| 2004                 | Niet gekwalificeerd      | Niet gekwalificeerd      | Niet gekwalificeerd      | Niet gekwalificeerd      | Niet gekwalificeerd      | Niet gekwalificeerd      | Niet gekwalificeerd      | Niet gekwalificeerd      |
| 2006                 | Niet gekwalificeerd      | Niet gekwalificeerd      | Niet gekwalificeerd      | Niet gekwalificeerd      | Niet gekwalificeerd      | Niet gekwalificeerd      | Niet gekwalificeerd      | Niet gekwalificeerd      |

| Afrika Cup overzicht | Afrika Cup overzicht     | Afrika Cup overzicht     | Afrika Cup overzicht     | Afrika Cup overzicht     | Afrika Cup overzicht     | Afrika Cup overzicht     | Afrika Cup overzicht     | Afrika Cup overzicht     |
| Jaar                 | Ronde                    | Wed.                     | W                        | G                        | V                        | DV                       | DT                       | Kwal                     |
| -------------------- | ------------------------ | ------------------------ | ------------------------ | ------------------------ | ------------------------ | ------------------------ | ------------------------ | ------------------------ |
| 2008                 | Niet gekwalificeerd      | Niet gekwalificeerd      | Niet gekwalificeerd      | Niet gekwalificeerd      | Niet gekwalificeerd      | Niet gekwalificeerd      | Niet gekwalificeerd      | Niet gekwalificeerd      |
| 2010                 | Niet gekwalificeerd      | Niet gekwalificeerd      | Niet gekwalificeerd      | Niet gekwalificeerd      | Niet gekwalificeerd      | Niet gekwalificeerd      | Niet gekwalificeerd      | Niet gekwalificeerd      |
| 2012                 | Niet gekwalificeerd      | Niet gekwalificeerd      | Niet gekwalificeerd      | Niet gekwalificeerd      | Niet gekwalificeerd      | Niet gekwalificeerd      | Niet gekwalificeerd      | Niet gekwalificeerd      |
| 2013                 | Niet gekwalificeerd      | Niet gekwalificeerd      | Niet gekwalificeerd      | Niet gekwalificeerd      | Niet gekwalificeerd      | Niet gekwalificeerd      | Niet gekwalificeerd      | Niet gekwalificeerd      |
| 2015                 | Uitgesloten van deelname | Uitgesloten van deelname | Uitgesloten van deelname | Uitgesloten van deelname | Uitgesloten van deelname | Uitgesloten van deelname | Uitgesloten van deelname | Uitgesloten van deelname |
| 2017                 | Niet gekwalificeerd      | Niet gekwalificeerd      | Niet gekwalificeerd      | Niet gekwalificeerd      | Niet gekwalificeerd      | Niet gekwalificeerd      | Niet gekwalificeerd      | Niet gekwalificeerd      |
| 2019                 | Niet gekwalificeerd      | Niet gekwalificeerd      | Niet gekwalificeerd      | Niet gekwalificeerd      | Niet gekwalificeerd      | Niet gekwalificeerd      | Niet gekwalificeerd      | Niet gekwalificeerd      |
| 2021                 | Kwartfinale              | 5                        | 3                        | 1                        | 1                        | 4                        | 1                        | (Kwal.)                  |
| 2023                 | Groepsfase               | 3                        | 0                        | 0                        | 3                        | 2                        | 7                        | (Kwal.)                  |
| 2025                 | Niet gekwalificeerd      | Niet gekwalificeerd      | Niet gekwalificeerd      | Niet gekwalificeerd      | Niet gekwalificeerd      | Niet gekwalificeerd      | Niet gekwalificeerd      | Niet gekwalificeerd      |

### African Championship of Nations
| African Championship of Nations overzicht | African Championship of Nations overzicht | African Championship of Nations overzicht | African Championship of Nations overzicht | African Championship of Nations overzicht | African Championship of Nations overzicht | African Championship of Nations overzicht | African Championship of Nations overzicht | African Championship of Nations overzicht |
| Jaar                                      | Ronde                                     | Wed.                                      | W                                         | G                                         | V                                         | DV                                        | DT                                        | Kwal                                      |
| ----------------------------------------- | ----------------------------------------- | ----------------------------------------- | ----------------------------------------- | ----------------------------------------- | ----------------------------------------- | ----------------------------------------- | ----------------------------------------- | ----------------------------------------- |
| 2009                                      | Niet gekwalificeerd                       | Niet gekwalificeerd                       | Niet gekwalificeerd                       | Niet gekwalificeerd                       | Niet gekwalificeerd                       | Niet gekwalificeerd                       | Niet gekwalificeerd                       | Niet gekwalificeerd                       |
| 2011                                      | Geen deelname                             | Geen deelname                             | Geen deelname                             | Geen deelname                             | Geen deelname                             | Geen deelname                             | Geen deelname                             | Geen deelname                             |
| 2014                                      | Geen deelname                             | Geen deelname                             | Geen deelname                             | Geen deelname                             | Geen deelname                             | Geen deelname                             | Geen deelname                             | Geen deelname                             |
| 2016                                      | Niet gekwalificeerd                       | Niet gekwalificeerd                       | Niet gekwalificeerd                       | Niet gekwalificeerd                       | Niet gekwalificeerd                       | Niet gekwalificeerd                       | Niet gekwalificeerd                       | Niet gekwalificeerd                       |
| 2018                                      | Niet gekwalificeerd                       | Niet gekwalificeerd                       | Niet gekwalificeerd                       | Niet gekwalificeerd                       | Niet gekwalificeerd                       | Niet gekwalificeerd                       | Niet gekwalificeerd                       | Niet gekwalificeerd                       |
| 2020                                      | Geen deelname                             | Geen deelname                             | Geen deelname                             | Geen deelname                             | Geen deelname                             | Geen deelname                             | Geen deelname                             | Geen deelname                             |
| 2022                                      | Niet gekwalificeerd                       | Niet gekwalificeerd                       | Niet gekwalificeerd                       | Niet gekwalificeerd                       | Niet gekwalificeerd                       | Niet gekwalificeerd                       | Niet gekwalificeerd                       | Niet gekwalificeerd                       |

### WAFU Nations Cup
| WAFU Nations Cup overzicht | WAFU Nations Cup overzicht | WAFU Nations Cup overzicht | WAFU Nations Cup overzicht | WAFU Nations Cup overzicht | WAFU Nations Cup overzicht | WAFU Nations Cup overzicht | WAFU Nations Cup overzicht | WAFU Nations Cup overzicht |
| Jaar                       | Ronde                      | Wed.                       | W                          | G                          | V                          | DV                         | DT                         |                            |
| -------------------------- | -------------------------- | -------------------------- | -------------------------- | -------------------------- | -------------------------- | -------------------------- | -------------------------- | -------------------------- |
| 2010–2013                  | Geen deelname              | Geen deelname              | Geen deelname              | Geen deelname              | Geen deelname              | Geen deelname              | Geen deelname              | Geen deelname              |
| 2017                       | Eerste ronde               | 1                          | 0                          | 0                          | 1                          | 0                          | 1                          |                            |
| 2019                       | Verliezerscompetitie       | 3                          | 1                          | 1                          | 1                          | 1                          | 1                          |                            |

## FIFA-wereldranglijst[2]
| 1993 | 1994 | 1995 | 1996 | 1997 | 1998 | 1999 | 2000 | 2001 | 2002 | 2003 | 2004 | 2005 | 2006 | 2007 | 2008 | 2009 | 2010 | 2011 | 2012 | 2013 | 2014 | 2015 | 2016 | 2017 | 2018 | 2019 | 2020 |
| ---- | ---- | ---- | ---- | ---- | ---- | ---- | ---- | ---- | ---- | ---- | ---- | ---- | ---- | ---- | ---- | ---- | ---- | ---- | ---- | ---- | ---- | ---- | ---- | ---- | ---- | ---- | ---- |
| 125  | 117  | 112  | 128  | 132  | 135  | 151  | 155  | 148  | 143  | 138  | 154  | 164  | 134  | 117  | 88   | 116  | 100  | 116  | 141  | 131  | 168  | 164  | 175  | 164  | 166  | 159  | 157  |

GFA · A-internationals · Olympische elftal · Gambiaans vrouwenelftal
Algerije ·
Angola ·
Benin ·
Burkina Faso ·
Burundi ·
Centraal-Afrikaanse Republiek ·
China ·
Comoren ·
Congo-Brazzaville ·
Congo-Kinshasa ·
Denemarken ·
Djibouti ·
Equatoriaal-Guinea ·
Gabon ·
Ghana ·
Guinee ·
Guinee-Bissau ·
Ivoorkust ·
Kaapverdië ·
Kameroen ·
Kenia ·
Kosovo ·
Lesotho ·
Liberia ·
Libië ·
Luxemburg ·
Madagaskar ·
Mali ·
Marokko ·
Mauritanië ·
Mexico ·
Namibië ·
Nieuw-Zeeland ·
Niger ·
Nigeria ·
Oeganda ·
Saoedi-Arabië ·
Senegal ·
Seychellen ·
Sierra Leone ·
Tanzania ·
Togo ·
Tsjaad ·
Tunesië ·
Verenigde Arabische Emiraten ·
Zambia ·
Zuid-Afrika ·
Zuid-Soedan